# Anna Maria Mozzoni

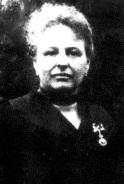
Anna Maria Mozzoni

Anna Maria Mozzoni (geboren 5. Mai 1837 in Mailand; gestorben 14. Juni 1920 in Rom) war eine italienische Frauenrechtlerin, Schriftstellerin, Journalistin, Übersetzerin und Vorkämpferin für das Frauenwahlrecht. Sie gilt als Gründerin der italienischen Frauenbewegung.

## Leben
Anna Maria, im Geburtsregister als Marianna eingetragen, wurde in Mailand geboren. Ihre Eltern, ihr Vater war Ingenieur und Architekt von liberaler und risorgimentaler Gesinnung, waren beide adeliger Abstammung und besaßen etwas Grundeigentum in der Po-Ebene westlich von Mailand. Kurz nach ihrer Geburt zogen die Eltern nach Rescaldina, dem Geburtsort ihrer Mutter. In der ländlichen Umgebung von Rescaldina verbrachte Anna Maria ihre ersten Lebensjahre. Im Alter von fünf Jahren schickte ihr Vater sie in ein von katholischen Schwestern geführtes Internat für adelige und arme Kinder, da er sonst das Studium der beiden älteren Brüder von Anna Maria nicht hätte finanzieren können. Die bigotte und ultrakonservative Erziehung im Internat ertrug sie nur mit Mühen, beeinflusste aber ihre späteren Schriften und Ideen. 1851 kehrte sie vorzeitig in ihr Elternhaus zurück und setzte ihre Ausbildung im Selbststudium fort. Zu ihren Vorbildern in ihrer Jugend gehörte Adelaide Cairoli, eine der bekanntesten politisch aktiven Frauen im Risorgimento, die sie auch frequentierte. Beeinflusst wurde sie aber auch von den Schriften von Cristina Trivulzio Belgiojoso, Giuseppe Mazzini, Charles Fourier und George Sand.
1855 veröffentlichte sie ihre erste Schrift, eine Komödie in drei Akten in französischer Sprache. Über ihr weiteres Privatleben ist relativ wenig bekannt. Unklar ist, ob die im Winter 1873/74 geborene Beatrice oder Bice del Monte, die Mozzoni selbst als ihre Adoptivtochter bezeichnete, wirklich ein Adoptivkind oder ihr leibliches Kind aus einer außerehelichen Beziehung war. 1886 heiratete sie einen etwa zehn Jahre jüngeren Grafen und Staatsanwalt, von dem sie sich aber nach sieben Jahren in einem zähen juristischen Nachspiel wieder trennte. 1894 zog sie mit Beatrice von Mailand nach Rom.
Anna Maria Mozzoni starb am 14. Juni 1920 in Rom.
Ihr Leben lang kämpfte sie gegen konservative, nationalistische Strömungen. Anna Maria Mozzoni hielt die Kirche für moralisch verdorben und lehnte die Institution der Ehe ab. Die Tatsache, dass sie für ihr Privatleben keine negativen Konsequenzen befürchten musste, brachte der Historiker Donald Meyer so auf den Punkt: „Solange das Privatleben Privatleben blieb, unterlagen Italienerinnen und Italiener gehobenen Standes nicht den offiziellen Regeln.“

## Position
Zunächst schloss Anna Maria Mozzoni sich dem Utopischen Sozialismus von Charles Fourier an. Später setzte sie sich für die Armen ein und verfocht die Gleichheit der Frau. Sie argumentierte, dass die Frau außer Haus arbeiten müsse, um ihre weibliche Persönlichkeit außerhalb des monarcato patriarcale (deutsch: patriarchalen Herrschaftsbereichs) zu entwickeln. Die angeblich weiblichen Werte wie Opferbereitschaft, Mütterlichkeit oder Gefühlsbetontheit lehnte sie ab und propagierte stattdessen die Entwicklung eines männlichen Weiblichkeitsmodells.

## Politisches Wirken

### Als Buchautorin
Unter den Habsburgern hatten im Königreich Lombardo-Venetien und im Großherzogtum Toskana adelige Frauen mit Grundbesitz das Wahlrecht besessen. Mit dem Risorgimento wurden beim Männerwahlrecht 1861 Klassenunterschiede abgeschafft. Frauen aber durften weder wählen noch öffentliche Ämter besetzen. Dies wurde Gesetz, obwohl Frauen die patriotische Sache vorher massiv unterstützt hatten und führende Persönlichkeiten wie Giuseppe Garibaldi sich für die Teilnahme von Frauen am öffentlichen Leben ausgesprochen hatten.
Mit dem 1864 veröffentlichten Buch La donna e i suoi rapporti sociali (deutsch: Die Frau und ihre sozialen Beziehungen), das sie ihrer Mutter widmete, erlangte sie allgemeine Bekanntheit. Mit der Schrift, in der sie Mazzini, Morelli, Ausonio Franchi, Charles Fourier sowie Henri de Saint-Simon zitierte, wendete sie sich an die jungen Frauen jeden Ranges und Standes des vor kurzem gegründeten Königreichs Italien und forderte sie darin auf, sich der jahrhundertelangen Unterdrückung der Frauen bewusst zu werden, die durch die allgemeine Meinung, Religion, Familie, Gesellschaft, Wissenschaft und Recht ausgeübt würde. Sie rief die Frauen dazu auf, aktiv auf die Änderung ihre Status hinzuarbeiten, weil die Initiative zur Befreiung bei den Unterdrückten selbst liege.
1865 folgte die Schrift La donna in faccia al progetto del nuovo Codice civile italiano als Antwort auf den im italienischen Senat vorgelegten Entwurf für das Zivilgesetzbuch. Darin kritisierte sie das Familiengesetz, das Frauen mit Minderjährigen und Schwachsinnigen gleichsetzte, auf das Schärfste: „Ein Ehemann bedeutet für eine Frau die intellektuelle Kastration, andauernde Minderwertigkeit, die Vernichtung ihrer Persönlichkeit.“ Nach der Veröffentlichung hielt sie am 2. April 1865 ihre erste öffentliche Rede, die zugleich die erste öffentliche Rede einer Frau im Königreich Italien war.

### Als Journalistin
Ab 1868 war Anna Maria Mozzoni der Motor der feministischen Zeitschrift La Donna. Sie wurde von Alaide Gualberta Beccari, der Tochter eines führenden Patrioten, herausgegeben. Sie setzte sich für eine Reform des Familienrechts ein und sprach sich gegen eine Reglementierung der Prostitution aus. Ab den späten 1870er Jahren unterstützte La Donna aktiv den Kampf um das Frauenwahlrecht. Doch die Zeitung wurde für ihr  angeblich fremdländisches Frauenbild kritisiert; das vorherrschende Frauenbild in Italien kreiste immer noch um die engelgleiche Mutter.

### Als Übersetzerin
1869 übersetzte Anna Maria Mozzoni, so Jad Adams, Die Hörigkeit der Frau von John Stuart Mill ins Italienische.

### Als Aktivistin
Anna Maria Mozzoni legte dem Parlament 1877 eine Petition zum Frauenwahlrecht vor.
1878 vertrat sie Italien beim ersten Congrès international du droit des femmes in Paris, der dort zeitgleich mit der Weltausstellung stattfand. Sie hielt dort die Eröffnungsansprache.
1881 schloss die Aktivistin sich mit anderen republikanischen, radikalen und sozialistischen Frauen im Kampf um das allgemeine Wahlrecht zusammen und entwickelte sich von ihren liberalen Wurzeln weg, in Richtung auf den Sozialismus. Dabei blieb sie jedoch stets als Feministin autonom. Sie gründete 1881 in Mailand die Lega promotrice degli interessi femminili (deutsch: Liga für die Verbreitung der Fraueninteressen), beklagte aber die langsamen Fortschritte: „Senat, Adel, Klerus und die Königin, die sehr unterwürfig, aristokratisch und nicht sehr intelligent ist, zögern bei jeder Reformmaßnahme.“

## Werke (Auswahl)
- Del voto politico delle donne, in: La Donna, Jahrgang IX, 30. März 1877, N. 2901877
- La servitù delle donne, traduzione di J. S. Mill, The Subjection of Women, Milano, Legroy, Tipografia Sanvito, 1870
- Sul regolamento sanitario della prostituzione, in «La Riforma del secolo XIX», Milano, 1870
- Il Congresso Internazionale per i diritti delle donne in Parigi, in «La donna» 10/305, 1878
- Della riforma sociale in favore delle donne, Roma, 1880
- I socialisti e l'emancipazione della donna, Alessandria, 1892